# Leon Ames
Leon Ames, pseudonimo di Harry Wycoff (Portland, 20 gennaio 1902 – Los Angeles, 12 ottobre 1993), è stato un attore statunitense.

## Biografia
Nato a Portland (Indiana) da Charles Elmer Wycoff e da Cora A. De Moss, Leon Ames debuttò sul grande schermo nel 1931 con il film Quick Millions, e per alcuni anni interpretò parti di secondo piano, accreditato come Leon Waycoff, in film come Il dottor Miracolo (1932), Edizione straordinaria (1934) e Tentazione bionda (1935).
All'inizio degli anni quaranta firmò un contratto con la MGM e si specializzò in ruoli di caratterista, solitamente ritraendo personaggi di esasperato genitore alle prese con figli esuberanti, e distinte figure paterne sagge e comprensive. In Incontriamoci a Saint Louis (1944) interpretò Alonzo Smith, il padre severo ma di buon cuore di Judy Garland e Margaret O'Brien; in Piccole donne (1949) vestì i panni del signor March, il papà delle quattro sorelle protagoniste. Impersonò inoltre figure di militari in film come Missione segreta (1944), Due marinai e una ragazza (1945), I sacrificati (1945). Tra gli altri celebri film in cui apparve durante gli anni quaranta è da ricordare il noir Il postino suona sempre due volte (1946), in cui interpretò il ruolo del procuratore distrettuale Kyle Sackett.
Nella prima metà degli anni cinquanta Ames continuò ad apparire con una certa regolarità sul grande schermo. Affiancò Doris Day e Gordon MacRae in Vecchia America (1951) e nel suo sequel By the Light of the Silvery Moon (1952), e nello stesso periodo intraprese una fortunata carriera sul piccolo schermo, con partecipazioni a serie quali Life with Father (1954) e Lux Video Theatre (1957), fino al suo ruolo televisivo più celebre, quello di Stanley Banks nella serie Il padre della sposa (1961-1962), in cui vestì i medesimi panni che già furono di Spencer Tracy nell'omonimo film diretto nel 1950 da Vincente Minnelli.
Ames non abbandonò del tutto la carriera cinematografica e negli anni sessanta apparve ancora in notevoli film come Dalla terrazza (1960), in cui interpretò ancora una volta il personaggio di un padre, ma questa volta un genitore freddo e crudele, in aperto contrasto con il figlio (Paul Newman) che lo detesta. Recitò inoltre nelle commedie Un professore fra le nuvole (1961) e Professore a tuttogas (1963), nelle vesti del preside Rufus Daggett, accanto a Fred MacMurray. Per la televisione interpretò il ruolo di Gordon Kirkwood nella serie Mister Ed, il mulo parlante (1963-1965), e del dottor Roy Osborne in Io e i miei tre figli (1968), in cui ritrovò Fred MacMurray.
Ames fu attivo anche negli anni settanta, comparendo in film come Tora! Tora! Tora! (1970), nei panni del segretario alla Marina Frank Knox, e nella commedia L'amica delle cinque e mezza (1970), al fianco di Barbra Streisand. Tra le sue interpretazioni televisive del decennio, da ricordare quelle del giudice Fitzroy in un episodio della serie western Il virginiano (1971), e dell'anziano padre di Tom Willis nella sit com I Jefferson (1975), nell'episodio Jenny's Grandparents.
Negli anni ottanta, dopo cinquant'anni di carriera, Ames rallentò l'attività e si ritirò dalle scene nel 1986, dopo essere apparso per l'ultima volta sul grande schermo nella commedia Peggy Sue si è sposata, nella quale impersonò Barney Alvorg, il nonno della protagonista (Kathleen Turner).
Sposato dal 1938 con Christine Gossett, dalla quale ebbe due figli, Leon Ames morì a Los Angeles il 12 ottobre 1993, all'età di novantun anni.
Tra i fondatori del sindacato Screen Actors Guild nel 1933, Ames ne fu il presidente dal 1957 al 1958.

## Filmografia

### Cinema
- Quick Millions, regia di Rowland Brown (1931) (con il nome Leon Waycoff)
- Cannonball Express, regia di Wallace Fox (1932) (con il nome Leon Waycoff)
- Il dottor Miracolo (Murders in the Rue Morgue), regia di Robert Florey (1932) (con il nome Leon Waycoff)
- Stowaway, regia di Phil Whitman (1932) (con il nome Leon Waycoff)
- Giuro di dire la verità (State's Attorney), regia di George Archainbaud (1932) (non accreditato)
- The Famous Ferguson Case, regia di Lloyd Bacon (1932) (con il nome Leon Waycoff)
- Thirteen Women, regia di George Archainbaud (1932) (scene cancellate)
- Una famiglia 900 (A Successful Calamity), regia di John G. Adolfi (1932) (con il nome Leon Waycoff)
- That's My Boy, regia di Roy William Neill (1932) (con il nome Leon Waycoff)
- Uptown New York, regia di Victor Schertzinger (1932) (con il nome Leon Waycoff)
- Silver Dollar, regia di Alfred E. Green (1932) (non accreditato)
- Uomini nello spazio (Parachute Jumper), regia di Alfred E. Green (1933) (non accreditato)
- Forgotten, regia di Richard Thorpe (1933) (con il nome Leon Waycoff)
- Alimony Madness, regia di B. Reeves Eason (1933) (con il nome Leon Waycoff)
- The Man Who Dared, regia di Hamilton MacFadden (1933) (con il nome Leon Waycoff)
- Ship of Wanted Men, regia di Lewis D. Collins (1933) (con il nome Leon Waycoff)
- Solo una notte (Only Yesterday), regia di John M. Stahl (1933) (non accreditato)
- The Crosby Case, regia di Edwin L. Marin (1934) (scene cancellate)
- Edizione straordinaria (I'll Tell the World), regia di Edward Sedgwick (1934) (con il nome Leon Waycoff)
- Now I'll Tell, regia di Edwin J. Burke (1934) (con il nome Leon Waycoff)
- Il conte di Montecristo (The Count of Monte Cristo), regia di Rowland V. Lee (1934) (non accreditato)
- Mutiny Ahead, regia di Thomas Atkins (1935)
- Strangers All, regia di Charles Vidor (1935)
- Rescue Squad, regia di Spencer Gordon Bennet (1935) (con il nome Leon Waycoff)
- Tentazione bionda (Reckless), regia di Victor Fleming (1935) (con il nome Leon Waycoff)
- Get That Man, regia di Spencer Gordon Bennet (1935) (con il nome Leon Waycoff)
- Death in the Air, regia di Elmer Clifton (1936)
- Song of Revolt, regia di Roy Rowland (1937) (cortometraggio)
- Soak the Poor, regia di Harold S. Bucquet (1937) (cortometraggio)
- Mezzanotte a Broadway (Charlie Chan on Broadway), regia di Eugene Forde (1937)
- Dangerously Yours, regia di Malcolm St. Clair (1937)
- Arrestatela! (Murder in Greenwich Village), regia di Albert S. Rogell (1937)
- 45 Fathers, regia di James Tinling (1937)
- The Spy Ring, regia di Joseph H. Lewis (1938)
- L'ultima nave da Shanghai (International Settlement), regia di Eugene Forde (1938)
- Walking Down Broadway, regia di Norman Foster (1938)
- L'ottava moglie di Barbablù (Bluebeard's Eighth Wife), regia di Ernst Lubitsch (1938) (non accreditato)
- Island in the Sky, regia di Herbert I. Leeds (1938)
- Come On, Leathernecks!, regia di James Cruze (1938)
- Il misterioso Mr. Moto (Mysterious Mr. Moto), regia di Norman Foster (1938)
- Suez, regia di Allan Dwan (1938)
- Cipher Bureau, regia di Charles Lamont (1938)
- Strange Faces, regia di Errol Taggart (1938)
- Tragica attesa (Secrets of a Nurse), regia di Arthur Lubin (1938)
- Mr. Sheldon Goes to Town, regia di Wallace Fox (1939) (cortometraggio)
- Il grido interrotto (Risky Business), regia di Arthur Lubin (1939)
- Blackwell's Island, regia di William C. McGann (1939) (non accreditato)
- I Was a Convict, regia di Aubrey Scotto (1939)
- Panama Patrol, regia di Charles Lamont (1939)
- Mr. Moto nell'isola del pericolo (Mr. Moto in Danger Island), regia di Herbert I. Leeds (1939)
- Code of the Streets, regia di Harold Young (1939)
- Cavalcata ardente (Man of Conquest), regia di George Nichols Jr. (1939)
- Help Wanted, regia di Fred Zinnemann (1939) (cortometraggio) (non accreditato)
- Fugitive at Large, regia di Lewis D. Collins (1939)
- La tigre del mare (Thunder Afloat), regia di George B. Seitz (1939) (non accreditato)
- Calling All Marines, regia di John H. Auer (1939)
- Pack Up Your Troubles, regia di H. Bruce Humberstone (1939)
- Legion of Lost Flyers, regia di Christy Cabanne (1939)
- The Marshal of Mesa City, regia di David Howard (1939)
- East Side Kids, regia di Robert F. Hill (1940)
- Dietro le persiane (No Greater Sin), regia di William Nigh (1941)
- Ellery Queen and the Murder Ring, regia di James P. Hogan (1941)
- L'incubo del passato (Crime Doctor), regia di Michael Gordon (1943)
- Il maggiore di ferro (The Iron Major), regia di Ray Enright (1943)
- Missione segreta (Thirty Seconds Over Tokyo), regia di Mervyn LeRoy (1944)
- Incontriamoci a Saint Louis (Meet Me in St. Louis), regia di Vincente Minnelli (1944)
- L'uomo ombra torna a casa (The Thin Man Goes Home), regia di Richard Thorpe (1945)
- Fra due donne (Between Two Women), regia di Willis Goldbeck - non accreditato (1945)
- Fall Guy, regia di Paul Burnford (1945) (cortometraggio)
- Il figlio di Lassie (Son of Lassie), regia di S. Sylvan Simon (1945)
- Due marinai e una ragazza (Anchors Aweigh), regia di George Sidney (1945)
- Grand Hotel Astoria (Week-end at the Waldorf), regia di Robert Z. Leonard (1945)
- Jolanda e il re della samba (Yolanda and the Thief), regia di Vincente Minnelli (1945)
- I sacrificati (They Were Expendables), regia di John Ford (1945)
- The Great Morgan, regia di Nat Perrin (1946)
- Il postino suona sempre due volte (The Postman Always Rings Twice), regia di Tay Garnett (1946)
- Licenza d'amore (No Leave, No Love), regia di Charles Martin (1946)
- The Cockeyed Miracle, regia di S. Sylvan Simon (1946)
- The Show-Off, regia di Harry Beaumont (1946)
- Una donna nel lago (Lady in the Lake), regia di Robert Montgomery (1947)
- Una donna in cerca di brividi (Undercover Maisie), regia di Harry Beaumont (1947)
- Il canto dell'uomo ombra (Song of the Thin Man), regia di Edward Buzzell (1947)
- The Amazing Mr. Nordill, regia di Joseph M. Newman (1947) (cortometraggio)
- Merton of the Movies, regia di Robert Alton (1947)
- Gentiluomo ma non troppo (Alias a Gentleman), regia di Harry Beaumont (1948)
- Su un'isola con te (On an Island with You), regia di Richard Thorpe (1948)
- Valeria l’amante che uccise (The Velvet Touch), regia di Jack Gage (1948)
- Così sono le donne (A Date with Judy), regia di Richard Thorpe (1948)
- Piccole donne (Little Women), regia di Mervyn LeRoy (1949)
- Fate il vostro gioco (Any Number Can Play), regia di Mervyn LeRoy (1949)
- La mano deforme (Scene of the Crime), regia di Roy Rowland (1949)
- Bastogne (Battleground), regia di William A. Wellman (1949)
- L'imboscata (Ambush), regia di Sam Wood (1950)
- La sbornia di Davide (The Big Hangover), regia di Norman Krasna (1950)
- The Skipper Surprised His Wife, regia di Elliott Nugent (1950)
- La rivolta (Crisis), regia di Richard Brooks (1950)
- The Happy Years, regia di William A. Wellman (1950)
- 25 minuti con la morte (Dial 1119), regia di Gerald Mayer (1950)
- Prego sorrida! (Watch the Birdie), regia di Jack Donohue (1950)
- Vecchia America (On Moonlight Bay), regia di Roy Del Ruth (1951)
- Il fuggiasco di Santa Fè (Cattle Drive), regia di Kurt Neumann (1951)
- It's a Big Country, regia di Clarence Brown, Don Hartman, John Sturges, Richard Thorpe, Charles Vidor, Don Weis, William A. Wellman (1951)
- Seduzione mortale (Angel Face), regia di Otto Preminger (1953)
- By the Light of the Silvery Moon, regia di David Butler (1953)
- Ancora e sempre (Let's Do It Again), regia di Alexander Hall (1953)
- Ho sposato un pilota (Sabre Jet), regia di Louis King (1953)
- Engagement Party, regia di Wilhelm Thiele (1956) (cortometraggio)
- I peccatori di Peyton (Peyton Place), regia di Mark Robson (1957)
- Dalla terrazza (From the Terrace), regia di Mark Robson (1960)
- Maggie, regia di Rod Amateau (1960) – film tv
- Un professore fra le nuvole (The Absent Minded Professor), regia di Robert Stevenson (1961)
- Professore a tuttogas (Son of Flubber), regia di Robert Stevenson (1963)
- Le disavventure di Merlin Jones (The Misadventures of Merlin Jones), regia di Robert Stevenson (1964)
- The Monkey's Uncle, regia di Robert Stevenson (1965)
- L'amica delle cinque e mezza (On a Clear Day You Can See Forever), regia di Vincente Minnelli (1970)
- Tora! Tora! Tora!, regia di Richard Fleischer, Kinji Fukasaku e Toshio Masuda (1970)
- Toklat, regia di Robert W. Davison (1971)
- Una faccia di c... (Hammersmith Is Out), regia di Peter Ustinov (1972)
- I fratelli del vento (Brother of the Wind), regia di Dick Robinson (1973) (voce narrante)
- Assurdo incontro (The Meal), regia di R. John Hugh (1975)
- Timber Tramps, regia di Tay Garnett (1975)
- Claws, regia di Richard Bansbach e Robert E. Pearson (1977)
- The Best Place to Be, regia di David Miller (1979) – film tv
- Noi due soli (Just You and Me, Kid), regia di Leonard Stern (1979)
- Testament, regia di Lynne Litman (1983)
- Jake Speed, regia di Andrew Lane (1986)
- Peggy Sue si è sposata (Peggy Sue Got Married), regia di Francis Ford Coppola (1986)

### Televisione
- Stars Over Hollywood – serie TV, 1 episodio (1951)
- Life with Father – serie TV, 1 episodio (1954)
- Front Row Center – serie TV, 1 episodio (1955)
- Screen Directors Playhouse – serie TV, episodio 1x05 (1955)
- Matinee Theatre – serie TV, 1 episodio (1956)
- Lux Video Theatre – serie TV, 2 episodi (1957)
- Studio One – serie TV, 1 episodio (1958)
- Panico (Panic!) – serie TV, episodio 2x08 (1958)
- Playhouse 90 – serie TV, 1 episodio (1959)
- General Electric Theater – serie TV, 2 episodi (1958-1960)
- The Barbara Stanwyck Show – serie TV, 1 episodio (1961)
- Il padre della sposa (Father of the Bride) – serie TV, 34 episodi (1961-1962)
- The Lucy Show – serie TV, 1 episodio (1963)
- Mister Ed, il mulo parlante (Mister Ed) – serie TV, 40 episodi (1963-1965)
- Per favore non mangiate le margherite (Please, Don't Eat the Daisies) – serie TV, 1 episodio (1966)
- The Beverly Hillbillies – serie TV, 2 episodi (1966)
- The Andy Griffith Show – serie TV, 1 episodio (1966)
- ABC Stage 67 – serie TV, episodio 1x25 (1967)
- Io e i miei tre figli (My Three Sons) – serie TV, 4 episodi (1968)
- Vita da strega (Bewitched) – serie TV, 1 episodio (1970)
- La signora e il fantasma (The Ghost and Mrs. Muir) – serie TV, 1 episodio (1970)
- Uomini di legge (Storefront Lawyers) – serie TV, 1 episodio (1970)
- Il virginiano (The Virginian) – serie TV, episodio 9x16 (1971)
- Reporter alla ribalta (The Name of the Game) – serie TV, 1 episodio (1971)
- Apple's Way – serie TV, 1 episodio (1974)
- I Jefferson (The Jeffersons) – serie TV, 1 episodio (1975)
- Sherlock Holmes a New York (Sherlock Holmes in New York), regia di Boris Sagal – film TV (1976)
- Squadra emergenza (Emergency!) – serie TV, 1 episodio (1977)
- L'amico Gipsy (The Littlest Hobo) – serie TV, 1 episodio (1979)

## Doppiatori italiani
Nelle versioni in italiano delle opere in cui ha recitato, Leon Ames è stato doppiato da:
- Sandro Ruffini in Su un'isola con te, Piccole donne, Bastogne, L'imboscata, Grand Hotel Astoria, La sbornia di David
- Emilio Cigoli in Dalla terrazza, Un professore fra le nuvole, Professore a tuttogas
- Nino Pavese in Missione segreta
- Carlo D'Angelo in Gentiluomo ma non troppo
- Cesare Polacco ne La rivolta
- Manlio Busoni ne Il fuggiasco di Santa Fé
- Lauro Gazzolo in Vecchia America
- Giorgio Capecchi in Ancora e sempre
- Bruno Persa ne I peccatori di Peyton
- Dario Penne ne Le disavventure di Merlin Jones (doppiaggio tardivo)
- Nando Gazzolo ne Lo zio dello scimpanzé (doppiaggio tardivo)
- Pino Ferrara in Incontriamoci a Saint Louis (doppiaggio tardivo)
- Elio Zamuto ne Il postino suona sempre due volte (ridoppiaggio)
- Mario Bardella in Un professore fra le nuvole (ridoppiaggio)